# Caso Climático Irlanda
Amigos del Medio Ambiente Irlandés vs Gobierno de Irlanda (en inglés Friends of the Irish Environment v Government of Ireland), conocido como el Caso Climático Irlanda, en inglés Climate Case Ireland, es un litigio sobre cambio climático en la Corte Suprema de Irlanda. En el caso, la Corte Suprema anuló el Plan Nacional de Mitigación de 2017 del Gobierno de Irlanda alegando que carecía de la especificidad requerida por la Ley de Acción Climática y Desarrollo Bajo en Carbono de 2015 (la Ley del Clima de 2015). La Corte Suprema ordenó al gobierno que creara un nuevo plan que cumpliera con la Ley del Clima de 2015.

## Antecedentes

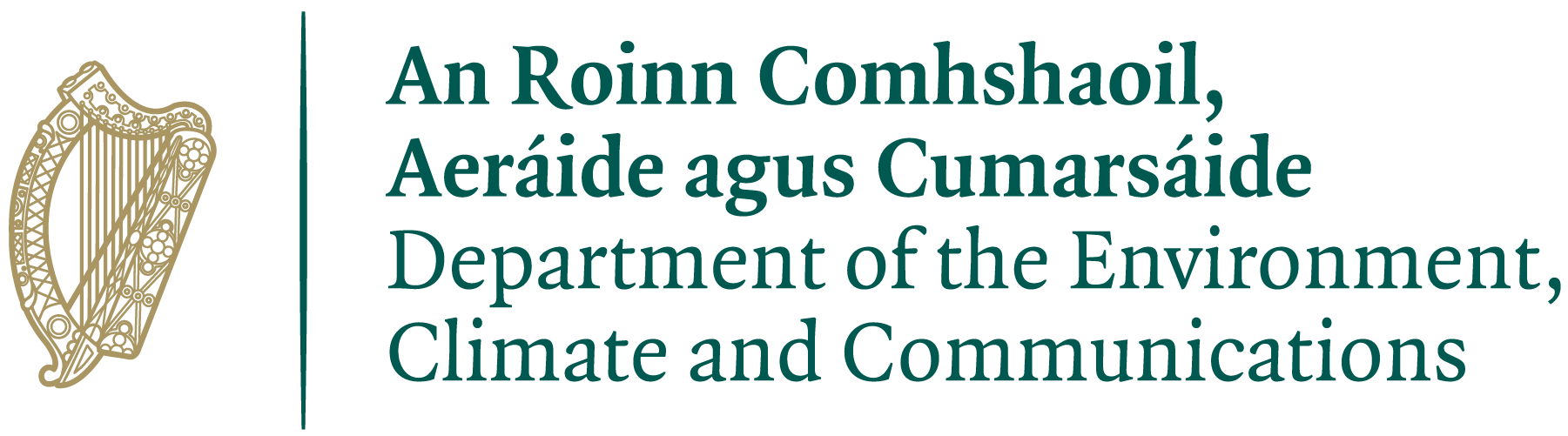
Departamento de Medio Ambiente, Clima y Comunicaciones de Irlanda.

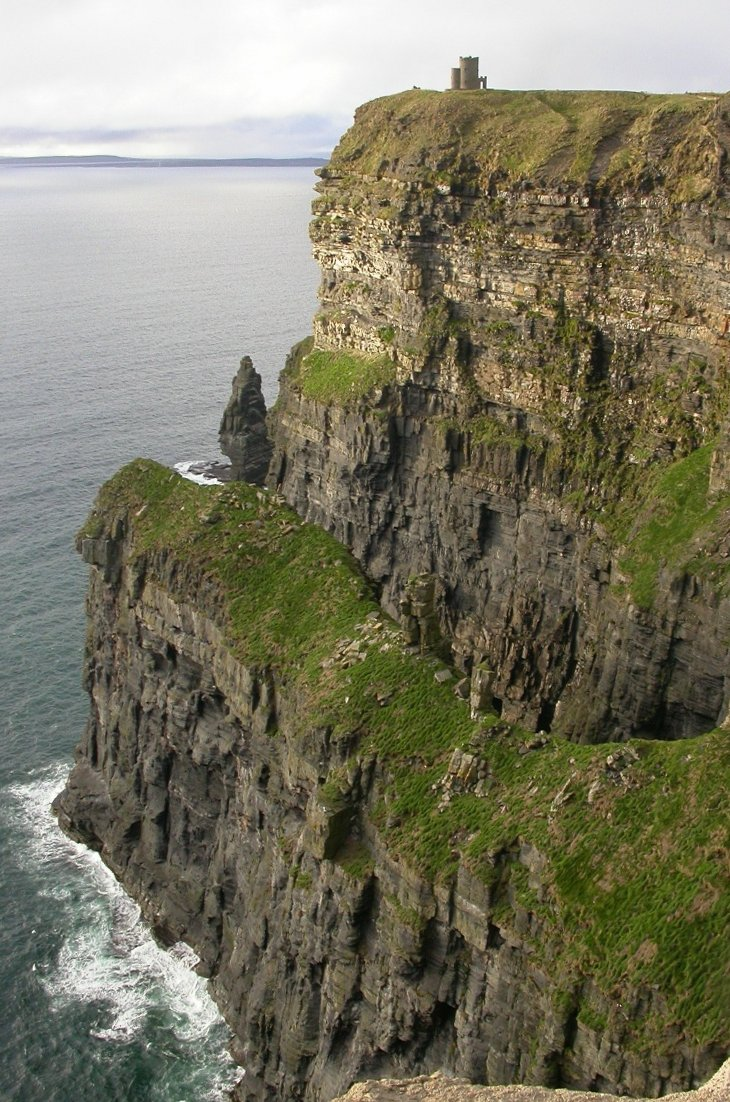
Acantilados de Moher, Irlanda.

El caso se refería al Plan Nacional de Mitigación (el Plan), que se publicó el 19 de julio de 2017. La Ley del Clima de 2015 proporciona un marco para el establecimiento de "una economía baja en carbono, resiliente al clima y ambientalmente sostenible para fines del año 2050" (el objetivo de transición nacional). La Ley del Clima de 2015 requiere que, para que el Estado pueda perseguir el objetivo de transición nacional, el gobierno elabore y apruebe un plan nacional de mitigación que especifique "la manera en que se propone lograr el objetivo de transición nacional".
En 2015, Irlanda tenía la tercera mayor cantidad de emisiones de gases de efecto invernadero per cápita de la Unión Europea (UE). En 2017, el Consejo Asesor de Cambio Climático, un organismo legal independiente en Irlanda, presentó su informe al gobierno. Proyectó que Irlanda no alcanzaría sus objetivos para 2020 "por un margen sustancial". Informó que las políticas y medidas adicionales eran "esenciales" para que Irlanda cumpliera sus objetivos para 2030 y que la implementación de "políticas adicionales efectivas" era "urgentemente" necesaria para el objetivo de Irlanda para 2050. El presidente del Consejo, el profesor John Fitzgerald, comentó que el Plan contenía "pocas decisiones" y no sería suficiente para cumplir con el objetivo de transición nacional de Irlanda.
El caso fue presentado por el grupo de activistas ambientales Friends of the Irish Environment (FIE), una empresa sin fines de lucro limitada por garantía y una organización benéfica registrada en Irlanda. La FIE se inspiró para emprender la acción por otros casos climáticos globales, incluido el caso Urgenda contra Países Bajos  y Juliana contra EE. UU. La FIE dijo que esperaba que el litigio provocara una acción gubernamental más ambiciosa sobre el cambio climático. Hubo un apoyo público considerable a la decisión de FIE de tomar el caso, ya que una petición de apoyo a los demandantes ha obtenido más de 20.000 firmas.

## Tribunal supremo
En el Tribunal Superior, la FIE argumentó que el Plan era ultra vires de la Ley del Clima de 2015 y que el Plan violaba los derechos establecidos en el CEDH y la Constitución de Irlanda (la Constitución). Sostuvo que el gobierno, al aprobar el Plan, no actuó para asegurar que las emisiones se redujeran en el corto y medio plazo y, por lo tanto, no lograría las metas consideradas necesarias por la comunidad internacional. Se basó en el hecho de que, a pesar del consejo del Grupo Intergubernamental de expertos sobre el Cambio Climático de que las emisiones tendrían que caer al menos en un 25-40% entre 1990-2020 para ayudar a limitar el calentamiento global a 2 °C por encima de los niveles preindustriales, el plan preveía un aumento de las emisiones del 10% en ese período. FIE señaló que sería necesaria una reducción aún mayor para cumplir el objetivo del Acuerdo de París de limitar el calentamiento global a 1,5 °C por encima de los niveles preindustriales. FIE buscó que se anulara la decisión del gobierno de aprobar el Plan y solicitó una orden para que el Plan sea revisado de acuerdo con los requisitos de la Ley del Clima de 2015.
El gobierno argumentó que el Plan, como política gubernamental, no era justiciable. Además, argumentaron que, debido a que FIE es una empresa y no una persona física, FIE no estaba legitimada para reclamar derechos personales en virtud del CEDH o la Constitución.
El Sr. Juez MacGrath dictó la decisión ante el Tribunal Superior el 19 de septiembre de 2019. El Tribunal Superior determinó que la FIE sí tenía capacidad para presentar argumentos basados en derechos y aceptó, a los efectos del caso, que existía un derecho constitucional no enumerado a 'un entorno compatible con la dignidad humana'. Sin embargo, concluyó que el Plan no infringía este derecho ni los derechos constitucionales a la vida o la integridad física, como afirma la FIE. El Tribunal Superior determinó que el Plan no era ultra vires de la Ley del Clima de 2015, y señaló el "considerable margen de discreción" del que disfruta el gobierno. Las compensaciones solicitadas fueron rechazadas.

## Corte Suprema
Después de que su caso fracasara en el Tribunal Supremo, el Tribunal Supremo acordó escuchar el caso directamente, lo que permitió a la FIE "dar un salto" en la ruta normal hacia el Tribunal Supremo a través del Tribunal de Apelación. En su decisión, la Corte Suprema señaló que el caso era de "importancia jurídica y para el público en general" y que no hubo disputa entre las partes en cuanto a la gravedad del cambio climático, la ciencia climática que sustenta el Plan o el probable aumento de las emisiones durante la vida del Plan.
La composición de la Corte Suprema fue de siete jueces: Clarke CJ, Irvine P, O'Donnell J, MacMenamin J, Dunne J, O'Malley J y Baker J. Tal composición está reservada para casos de particular importancia o complejidad. El caso expuesto durante dos días. La sentencia, que contó con el apoyo unánime de los siete jueces, fue dictada por el presidente del Tribunal Supremo Clarke el 31 de julio de 2020.
La Corte Suprema dictaminó que el Plan estaba sujeto a revisión judicial, ya que la Corte no estaba revisando la adecuación de la política del gobierno, sino la obligación del gobierno de producir un plan de acuerdo con la Ley del Clima de 2015.
La Corte Suprema anuló el Plan, considerándolo ultra vires del gobierno porque no cumplía con el requisito de la Ley del Clima de 2015, ya que no proporcionaba detalles específicos sobre cómo se lograría el objetivo de transición nacional. La Corte encontró que el Plan estaba "muy por debajo" del nivel de detalle requerido por la Ley del Clima de 2015. Clarke CJ calificó partes del Plan como "excesivamente vagas o aspiracionales". Explicó que el Plan debe tener suficiente información para permitir que un miembro del público interesado comprenda y evalúe cómo el gobierno tiene la intención de cumplir con sus objetivos climáticos. La Corte ordenó que el gobierno elaborara un nuevo plan que cumpliese con la Ley del Clima de 2015 y que cubriese el período completo que quedaba hasta 2050. La Corte también dictaminó que no se podía hacer un plan idéntico en el futuro.
Si bien la FIE tuvo éxito en su argumento sobre la ilegalidad del Plan, no tuvo éxito en sus argumentos basados en los derechos. El Tribunal determinó que FIE, como entidad corporativa, no disfrutaba del derecho a la vida o la integridad física y, por lo tanto, no tenía legitimación en términos de las diversas reclamaciones basadas en derechos que pretendía presentar en virtud del CEDH y la Constitución. Sin embargo, Clarke CJ aceptó que los derechos constitucionales podrían involucrarse en un caso ambiental apropiado en el futuro, aunque expresó la opinión de que el derecho a un medio ambiente saludable no podía derivarse de la Constitución.

## Reacción
La decisión fue aclamada en los medios irlandeses como un "punto de inflexión para la gobernanza climática en Irlanda" y un "momento decisivo". También atrajo la atención de los medios internacionales.
El ministro irlandés de Acción Climática, Redes de Comunicación y Transporte, Eamon Ryan, dijo que "acogió con satisfacción" la sentencia de la Corte Suprema y felicitó a Amigos del Medio Ambiente por tomar el caso. Dijo que el fallo debe utilizarse para "aumentar la ambición" y "potenciar la acción".

## Impacto
El Caso Climático Irlanda fue el primer caso en el que los tribunales irlandeses exigieron al gobierno que rinda cuentas por su inacción sobre el cambio climático. El caso es uno de los tres casos climáticos "estratégicos" de alto perfil a nivel internacional en los que el más alto tribunal nacional ha determinado que las políticas gubernamentales de mitigación del clima no cumplen con la ley. Fue el tercer caso climático a nivel mundial en llegar al más alto tribunal nacional. La sentencia se produjo después de que la Corte Suprema holandesa confirmara una decisión similar en el caso Urgenda en 2019. Tessa Khan, una abogada ambiental que trabajó en ese caso, comentó que la decisión irlandesa alivió algunas preocupaciones de que la decisión holandesa sería la única. El relator especial de la ONU sobre derechos humanos y medio ambiente, David R. Boyd, calificó el caso como "una decisión histórica" que "sienta un precedente para que lo sigan los tribunales de todo el mundo".